# Giovanni Degli Agostini
Giovanni Degli Agostini (Venezia, 10 dicembre 1701 – Venezia, 9 agosto 1755) è stato uno scrittore, bibliotecario e francescano italiano.

## Biografia
Dopo essere entrato fra i minori osservanti fu mandato a Corfù, a Napoli e a Padova.
Nella sua città natale si dedicò con dedizione al recupero e alla sistemazione della biblioteca di San Francesco della Vigna a Venezia, ampliandone notevolmente la dotazione documentale e libraria.
L'attività di letterato si compendia principalmente nella stesura delle innumerevoli biografie critiche degli scrittori veneziani, dal XV ai primi decenni del XVIII secolo, opera che lo impegnò per diversi anni della sua vita conquistandogli notorietà, e della quale nel 1975 l'editore Forni ha ristampato l'edizione originale del 1752.
Giovanni Degli Agostini, come scrisse agli inizi dell'Ottocento Emilio De Tipaldo, si rivolse anche alla cura del catalogo ragionato della "celebre libreria dello Smith, ch'era console d'Inghilterra in Venezia." Sempre di lui dirà: «L'Agostini vivente fu amato e stimato da molti egregi uomini e fra i suoi amici noverava il Carmeli, il Costadoni, Flaminio Corner ed Apostolo Zeno.»